# Natasha Howard
Natasha Howard (ur. 3 września 1980 w Harare) – brytyjska wioślarka.

## Osiągnięcia
- Mistrzostwa Świata – Gifu 2005 – ósemka – 5. miejsce[1].
- Mistrzostwa Świata – Eton 2006 – ósemka – 8. miejsce[1].
- Mistrzostwa Świata – Monachium 2007 – ósemka – 3. miejsce[1].
- Igrzyska Olimpijskie – Pekin 2008 – ósemka – 3. miejsce[1][2].